# Tanaka Kyōkichi

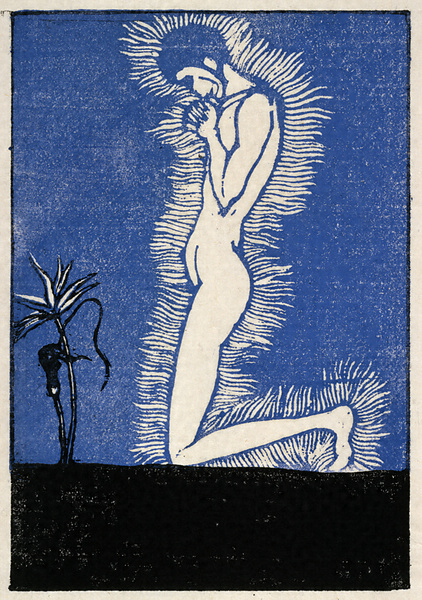
Tanaka Kyôkichi: Fluch des Mai, 1914

Tanaka Kyōkichi (japanisch 田中 恭吉; * 1892 in der Präfektur Wakayama; † 23. Oktober 1915) war ein japanischer Grafiker, bekannt für seine Arbeiten im Bereich der modernen Holzschnittkunst und als Mitbegründer der Künstlergruppe hinter der Zeitschrift Tsukuhae (月映, „Reflektionen des Mondes“), die zwischen 1914 und 1915 erschien. Seine Werke stehen exemplarisch für die Verbindung traditioneller Techniken mit Einflüssen des europäischen Expressionismus und Symbolismus.

## Leben
Tanaka Kyōkichi wurde 1892 in der Präfektur Wakayama geboren. Als Jugendlicher studierte er bei Nagahara Kotaro und Kobayashi Shokichi in der Haramachi-Abteilung des Hakubakai-Instituts und trat 1911 in die Tokioter Kunstschule (Tōkyō bijutsu gakkō, englisch „Tokyo School of Fine Arts“) ein. Ein Jahr später wurden Tanakas Aquarelle von der Fyuzankai-Gesellschaft ausgestellt, die im folgenden Jahr aufgelöst wurde. Während seines Studiums an der Kunstschule Tokio teilte sich Tanaka Kyōkichi ein Zimmer mit seinem Künstlerkollegen und Freund Fujimori Shizuo, und zusammen mit Onchi Koshiro bildeten sie eine Gruppe, die als die „Three Men of the Smile Society“ bekannt wurde. Von 1913 bis 1915 arbeiteten die drei Männer an einem Zeitschriftenprojekt mit dem Titel Tsukuhae (wörtlich: „Spiegelungen des Mondes“), das verschiedene Mokuhanga und kurze Gedichte enthielt. Tanaka Kyōkichi interessierte sich zunehmend für westliche Kunstströmungen, insbesondere für Künstler wie Edvard Munch und Vincent van Gogh.
Während dieser Zeit erkrankte Tanaka Kyōkichi schwer an Tuberkulose und musste 1914 in seine Heimat Wakayama zurückkehren. Bis zu seinem Tod 1915 im Alter von 23 Jahren schuf er jedoch weiterhin Grafiken und Gedichte für Tsukuhae. Die siebte und letzte Ausgabe von Tsukuhae erschien kurz nach Tanaka Kyōkichis Tod. Zwei Monate später, im Dezember 1915, organisierten die beiden verbliebenen Mitglieder der Smile Society eine Gedenkausstellung von Tanaka Kyōkichis Werken in der Hibiya Hall in Tokio. Seine Illustrationen zu Hagiwara Sakutaros Barking at the Moon wurden 1917 posthum veröffentlicht.

## Werk
Tanaka Kyōkichis Karriere wurde stark von seiner Tuberkuloseerkrankung geprägt, die ihn sowohl künstlerisch antrieb als auch körperlich einschränkte. Tanakas Beiträge zu Tsukuhae sind tief von der Auseinandersetzung mit Leben, Tod und Transzendenz geprägt. Viele seiner Werke zeigen eine einzigartige Verwendung von Linien und Symbolik, die häufig als Reflexion seines eigenen Gesundheitszustands interpretiert wird. Seine Arbeiten gelten als Meilensteine in der Geschichte der modernen japanischen Druckgrafik und beeinflussten nachfolgende Künstlergenerationen. Die Zeitschrift Tsukuhae wird heute als bedeutendes Werk der japanischen Avantgarde des frühen 20. Jahrhunderts geschätzt.

## Ausstellungen
Mehrere Retrospektiven wurden Tanaka Kyōkichi gewidmet, darunter eine umfangreiche Ausstellung im Museum of Modern Art in Wakayama anlässlich seines 120. Geburtstags im Jahr 2012. Diese zeigte rund 300 Werke und gab einen umfassenden Überblick über sein kurzes, aber einflussreiches Schaffen.